# فوکو ۵۶۶۸
سیارک ۵۶۶۸ (به انگلیسی: 5668 Foucault، نامگذاری:1984FU) پنج هزار و ششصد و شصت و هشتمین سیارک کشف شده‌است که در ۲۲ مارس ۱۹۸۴ کشف شد.
قدر مطلق سیارک برابر ۱۳٫۷۰ است.